# Représentation (psychanalyse)
Pour les articles homonymes, voir représentation (homonymie).
Représentation (allemand : Vorstellung), terme d'origine philosophique et psychologique, désigne en psychanalyse l'une des deux expressions de la pulsion, l'autre étant l'affect, que Freud lui oppose.

## Définition
Selon Jean Laplanche et Jean-Bertrand Pontalis, Sigmund Freud recourt au terme Vorstellung, qui relève du vocabulaire classique de la philosophie allemande, sans en modifier au départ l'acception : il s'agit de « désigner “ce que l'on se représente, ce qui forme le contenu d'un acte de pensée” et “en particulier la reproduction d'une perception antérieure” » (d'après Lalande cité par les auteurs du Vocabulaire de la psychanalyse). Mais Freud va en faire un usage original : il « oppose la représentation à l'affect » ; représentation et affect vont devenir en métapsychologie freudienne les « deux expressions (ou “traductions”) de la pulsion ». En fonction de « ce sur quoi porte le refoulement », le sens philosophique de « représentation » se trouve modifié par Freud « du simple fait de l'hypothèse de l'inconscient ».

### Vorstellung
En allemand, Vorstellung est un mot de la langue courante qui signifie littéralement « ce qui est placé devant, avant, au premier plan ». Toutefois, explique Roger Perron, le sens que lui prête Freud est bien différent, dans la mesure où il peut s'agir « d'une seconde présentation » : « représentation » indique alors, au sens A, « une évocation consciente ou préconsciente dans l'espace psychique interne d'un objet ou d'une personne, voire d'un événement appartenant au monde extérieur », tandis qu'au sens B, moins évident, « représentation » désigne « l'une des deux expressions (ou “traductions”) de la pulsion au niveau des processus psychiques, l'autre étant le “quantum”, ou charge, d'affect ». Dans la métapsychologie freudienne,  l'« apport fondamental » aura été d'articuler le sens A, classique en philosophie et en psychologie, « avec le sens B, qui est propre à la psychanalyse ».

### Autres mots de Freud en allemand, traduits par « représentation » en français
- Repräsentanz est un mot plus rare et a le sens de « délégué » (comme dans le mot composé Repräsentantenhaus: « Chambre des députés »): « la pulsion « délègue » une représentation dans la vie psychique »[2]. Le terme, d'origine latine, entendu comme « délégation », entre en composition du mot Vorstellungsrepräsentanz ou Vorstellungsrepräsentant, au sens de « ce qui représente la pulsion », que Laplanche et Pontalis ont essayé de rendre par « représentant-représentation »[4].
- Idee, qui signifie « idée », « conception », « pensée », etc., est un terme que Freud utilise notamment pour « les « pensées du rêve » »[2]. Perron note à ce sujet une proximité de la notion de « représentation » avec des « notions connexes comme celles de « figuration » (en particulier dans le travail du rêve […]) et de « fantasme » »[5].

## Histoire de la notion
Roger Perron considère qu'avant même la création de la psychanalyse proprement dite, la notion de « représentation » intéresse déjà Freud dès sa Contribution à la conception des aphasies (1891), où l'on pourrait voir dans cet intérêt « l'origine de la distinction qu'il instaurera en 1915 entre « représentation de chose » et « représentation de mot » ». Pour la « représentation de chose », on rencontre le terme d' Objektvorstellung dans Sur la conception des aphasies. Étude critique (1891), et le terme de Dingvorstellung dans L'Interprétation du rêve (1900). Quant aux « représentations de mot », elles sont introduites, selon Laplanche et Pontalis, « dans une conception qui lie la verbalisation et la prise de conscience » dès le Projet de psychologie scientifique (1895), où il est indiqué que « l'image mnésique peut acquérir l'« indice de qualité » spécifique de la conscience »: cette idée jugée « capitale » par les deux auteurs, permet de « comprendre le passage du processus primaire au processus secondaire, de l'identité de perception à l'identité de la pensée ».
Dans ses premières formulations concernant les psychonévroses, Freud montre comment « tendent à être rejetées les « idées [représentations] inconciliables » avec la morale », et c'est lorsqu'« il en vient à désigner ce rejet comme « refoulement » », souligne Perron, que naît vraiment la psychanalyse. Une distinction s'établit à cette étape de la pensée de Freud entre le « quantum d'affect » et la représentation; affect et représentation  ont « un destin différent ». L'affect est « converti en énergie somatique, formant ainsi le symptôme », et « c'est la représentation qui est à proprement parler refoulée » et « s'inscrit dans l'inconscient sous forme de trace mnésique ». Dans l'hystérie, le quantum d'affect ayant été converti en énergie somatique, « la représentation refoulée est symbolisée par une zone ou une activité corporelles ». Dans la névrose obsessionnelle, « le quantum d'affect est déplacé de la représentation pathogène liée à l'événement traumatisant sur une autre représentation, tenue par le sujet pour insignifiante ».
Si « l'idée de représentation de chose est présente très tôt dans la doctrine avec le terme, très voisin, de « traces mnésiques » », l'une des définitions les plus précises se trouve toutefois, d'après Laplanche et Pontalis, dans l'essai métapsychologique L'inconscient (1915) : « La représentation de chose consiste en un investissement, sinon d'images mnésiques directes de la chose, du moins en celui de traces mnésiques plus éloignées, dérivées de celles-ci ». La valeur topique de l'association de l'image verbale à l'image mnésique, permettant la prise de conscience, se trouve renforcée dans L'inconscient, confirment Laplanche et Pontalis en citant Freud : « La représentation consciente englobe la représentation de chose plus la représentation de mot correspondante, tandis que la représentation inconsciente est la représentation de chose seule ».  
Toujours selon les mêmes auteurs, c'est aussi et surtout dans les textes métapsychologiques de 1915, Le refoulement (Die Verdrängung) et L'inconscient (Das Unbewusste), que la notion de « Représentant-représentation » est définie, en même temps qu'apparaît clairement dans ces textes « la théorie la plus complète que Freud ait donnée du refoulement ».

#### Textes de référence
- Sigmund Freud, 
  - Contribution à la conception des aphasies : une étude critique (1891), trad. C. Van Reeth, Paris, PUF, 1983.
  - Esquisse pour une psychologie scientifique (1895), dans Sigmund Freud, La Naissance de la psychanalyse, Presses universitaires de France, 1996, 7e éd. (ISBN 978-2-13-043972-1)
  - L'interprétation des rêves, Tr. en français 1re éd. I. Meyerson (1926), Paris PUF, Nouvelle éd. révisée: 4e trimestre 1967, 6e tirage: 1987, février.  (ISBN 2 13 040004 3); L'Interprétation du rêve, traduit par Janine Altounian, Pierre Cotet, René Laîné, Alain Rauzy et François Robert, Œuvres complètes de Freud / Psychanalyse — OCF.P, Tome IV, P.U.F., 2003,  (ISBN 213052950X), dans Quadrige / P.U.F., 2010  (ISBN 978-2-13-053628-4).
  - Métapsychologie (1915), comprenant: « Pulsions et destins des pulsions », « Le refoulement », « L'inconscient »,  Ed.: Gallimard-Folio, 1986,  (ISBN 2-07032-340-4); in Métapsychologie, dans OCF.P, tome XIII 1914-1915, trad. Janine Altounian, André Bourguignon, Pierre Cotet, Jean Laplanche et Alain Rauzy, Paris, PUF, 2e éd., 1994, p. 159-244  (ISBN 2 13 042148 2); Métapsychologie, édition PUF-Quadrige, Préface de François Robert, 2010  (ISBN 2130579574)
  - Le Moi et le Ça (1923), traduction de C. Baliteau, A. Bloch, J.-M. Rondeau, OCF.P, tome XVI, Paris, PUF, 1991, p. 255-301,  (ISBN 2 13 043472 X)

#### Études sur le concept de représentation
- Roland Chemama (dir.), Dictionnaire de la psychanalyse, entrée: « représentation », Paris, Larousse, 1993, p. 248  (ISBN 2 03 720222 9)
- André Lalande, Vocabulaire technique et critique de la philosophie (1926), entrée: « Représentation », volume 2 /N-Z, Paris, Quadrige/PUF, 3e édition: 1993, p. 920-922  (ISBN 2 13 044514 4).
- Jean Laplanche, Jean-Bertrand Pontalis, Vocabulaire de la psychanalyse (1967), 8e édition, 1984, (ISBN 2 13 038621 0); PUF-Quadrige, 5e édition, 2007,  (ISBN 2-13054-694-3),
  - Entrée: « Représentation », dans Laplanche et Pontalis, 1984, p. 414-416. 
  - Entrée: « Représentant-représentation », dans Laplanche et Pontalis, 1984, p. 412-414. 
  - Entrée: « Représentation de chose, représentation de mot », dans Laplanche et Pontalis, 1984, p. 417-419.
- Dans Alain de Mijolla (dir.), Dictionnaire international de la psychanalyse, tome II, Calmann-Lévy (2002), Hachette-Littératures, 2005,
  - Roger Perron, dans Dictionnaire international de la psychanalyse, 2005, 
    - « représentation » (article), p. 1525-1528. 
    - « représentant-représentation » (article), p. 1524-1525.

  - Alain Gibeault, dans Dictionnaire international de la psychanalyse, 2005,
    - « représentation de chose » (article), p. 1530-1531.
    - « représentation de mot » (article), p. 1531-1533.
- Traduire Freud (auteurs: André Bourguignon, Pierre Cotet, Jean Laplanche, François Robert), Paris, PUF, 1989,  (ISBN 2 13 042342 6),
  - « représenter », dans « Terminologie raisonnée » (2e partie) par Jean Laplanche, p. 137-138.
  - « représentance », « représentant », « représenter », « représentation », « se représenter »..., dans « Glossaire » (Troisième partie) par François Robert, p. 329.